# Rubrepeira
Rubrepeira is een monotypisch geslacht van spinnen uit de  familie van de wielwebspinnen (Araneidae).

## Soort
- Rubrepeira rubronigra Mello-Leitão, 1939